# 儒莲奖
儒莲奖（法語：Prix Stanislas Julien）是由法兰西文学院颁发的汉学奖项。该奖以法国汉学家儒莲的名字命名，于1872年创立，1875年起每年颁发一次。.

## 历届获奖者
- 1875年：理雅各（James Legge）
- 1876年：德理文（Marquis d'Hervey de Saint-Denys）
- 1877年：菲拉斯特（Paul-Louis-Félix Philastre）
- 1878年：薄乃德（Emil Bretschneider）
- 1879年：卫斯林（Willem Vissering）
- 1880年：高迪爱（Henri Cordier）
- 1881年：罗舍（Ėmile Rocher）
- 1882年：Octave du Sartel
- 1883年：冉默德（Maurice Jametel）
- 1884年：晁德莅（Angelo Zottoli）
- 1885年：罗斯奈（Lėon de Rosny）
- 1886年：顾赛芬（Sėraphin Couvreur）
- 1887年：施古德（Gustaaf Schlegel）
- 1888年：德微理亚（Jean-Gabriel Déveria）
- 1889年：（從缺）
- 1890年：Abel Des Michels
- 1891年：顾赛芬（Sėraphin Couvreur）
- 1892年：罗斯奈（Lėon de Rosny）
- 1893年：拉古贝里（Albert Étienne Jean-Baptiste Terrien de Lacouperie）
- 1894年：高延（Jan Jakob Maria de Groot）、沙畹（Édouard Chavannes）
- 1895年：顾赛芬（Sėraphin Couvreur）
- 1896年：古恒（Maurice Courant）
- 1897年：沙畹（Édouard Chavannes）
- 1898年：翟理斯（Herbert Giles）、高延（Jan Jakob Maria de Groot）
- 1899年：黄伯禄（Pierre Hoang）、艾蒂安（Ėtienne Zi）
- 1900年：宋嘉铭（Camille August Sainson）
- 1901年：博内特（Jean Bonet）
- 1902年：拉克鲁瓦（Dėsirė Lacroix）、高延（Jan Jakob Maria de Groot）
- 1903年：古恒（Maurice Courant）
- 1904年：方殿华（Louis Gaillard）
- 1905年：戴遂良（Léon Wieger）
- 1906年：拉盖（Emile Raguet）、小野藤太（Ono Tota）
- 1907年：爱莫尼尔（Étienne Aymonier）、Antoine Cabaton
- 1908年：休伯（Eduard Huber）、佛尔克（Alfred Forke）
- 1909年：斯坦因（Aurel Stein）
- 1910年：邓明德（Paul Vial）、米约（Stanislas Millot）、埃斯基罗尔（Joseph Esquirol）与Gustave Williatte
- 1911年：翟理斯（Herbert Giles）
- 1912年：萨维纳（F. M. Savina）、禄是遒（Henri Dore）、佩初兹（Raphael Petrucci）
- 1913年：古恒（Maurice Courant）、加恩（Gaston Cahen）
- 1914年：德维塞尔（Marinus Willem de Visser）、黄伯禄（Pierre Hoang）
- 1915年：古恒（Maurice Courant）
- 1916年：高本汉（Bernard Karlgren）
- 1917年：关野贞（Sekino Tadashi）
- 1918年：管宜穆（Jérôme Tobar）
- 1919年：库寿龄（Samuel Couling）
- 1920年：葛兰言（Marcel Granet）
- 1921年：佩初兹（Raphael Petrucci）
- 1922年：Henri Lamass、文林士（C.A.S Williams）
- 1925年：鲍来思（Guy Boulais）
- 1926年：葛兰言（Marcel Granet）
- 1927年：安特生（Johan Gunnar Andersson）
- 1928年：马伯乐（Henri Maspero）
- 1929年：高楠顺次郎（Takakusu Junjiro）
- 1930年：格鲁塞（René Grousset）
- 1931年：慕阿德（Arthur Christopher Moule）
- 1932年：中央研究院历史语言研究所
- 1933年：戴何都（Robert des Rotours）
- 1934年：万嘉德（Anastasius Van den Wyngaert）
- 1935年：瓦雷—普散（Louis de La Vallée-Poussin）
- 1936年：王静如
- 1937年：洪业（William Hung）
- 1938年：拉契涅夫斯基（Paul Ratchnevsky）
- 1939年：格鲁塞（René Grousset）
- 1946年：拉冒特（Étienne Lamotte）
- 1947年：德效骞（Homer H. Dubs）
- 1948年：洛克（Josef Franz Karl Rock）
- 1949年：冯友兰
- 1950年：韦利（Arthur Waley）
- 1951年：曾祖森（Tjan Tjoe Som）
- 1952年：羽田亨（Haneda Toru）
- 1953年：柯立夫（Francis Cleaves）
- 1954年：白乐日（Étienne Balázs）
- 1955年：傅海波（Herbert Franke）
- 1957年：赖世和（Edwin O. Reischauer）
- 1959年：Louis-Charles Damais
- 1962年：饶宗颐
- 1963年：霍克思（David Hawkes）
- 1965年：俄罗斯科学院东方学研究所
- 1967年：倪德卫（David Nivison）
- 1968年：（從缺）
- 1969年：吉川幸次郎（Kôjirô Yoshikawa）
- 1970年：（從缺）
- 1971年：李克曼（Pierre Ryckmans）
- 1972年：藤枝晃（Fujieda Akira）、谢和耐（Jacques Gernet）
- 1973年：李约瑟（Joseph Needham）
- 1974年：潘重规
- 1975年：张心沧
- 1976年：菲什曼（Olga Lazarevna Fishman）
- 1977年：傅路德（L. Carrington Goodrich）
- 1978年：宫崎市定（Miyazaki Ichisada）
- 1979年：葛瑞汉（A. C. Graham）
- 1980年：汪德迈（Léon Vandermeersch）
- 1981年：Eleonora Nowgorodowa
- 1982年：马若安（Jean-Claude Martzloff）
- 1983年：赫美丽（Martine Vallette-Hémery）
- 1984年：廖伯源
- 1985年：施舟人（Kristofer Schipper）
- 1986年：费许尔（Charlotte von Verschuer）
- 1987年：泽克尔（Dietrich Seckel）
- 1988年：侯绿曦（Lucie Rault-Leyrat）
- 1989年：贝罗贝（Alain Peyraube）
- 1990年：毕来德（Jean François Billeter）
- 1991年：穆瑞明（Christine Mollier）
- 1992年：巴罗（André Bareau）
- 1993年：谭霞客（Jacques Dars）
- 1994年：杨保筠 (YANG Baojun)
- 1995年：郭丽英 (Liying Kuo)
- 1996年：童丕（Éric Trombert）
- 1997年：蒲芳莎（Françoise Bottéro）
- 1998年：程艾兰（Anne Cheng）
- 1999年：克瑙尔（Elfriede Regina Knauer）
- 2000年：何谷理（Robert Hegel）
- 2001年：李曉紅（漢學家）（女，LI Xiaohong）
- 2002年：吕敏（Marianne Bujard）
- 2003年：米盖拉（Michela Bussotti）
- 2004年：蓝克利（Christian Lamouroux）
- 2005年：伊懋可（Mark Elvin）
- 2006年：拉绍（François Lachaud）
- 2007年：太史文（Stephen Teiser）
- 2008年：穆瑞明（Christine Mollier）
- 2009年：陆威仪（Mark Edward Lewis）
- 2010年：罗柏松（James Robson）
- 2011年：张磊夫（Rafe de Crespigny）
- 2012年：马颂仁（Pierre Marsone）
- 2013年：李范文（Li Fanwen）
- 2014年：魏根深（Endymion Wilkinson）
- 2015年：篠原亨一（Koichi Shinohara）
- 2016年：卫巴龙（Michel Vieillard-Baron）
- 2017年：祁泰履（Terry Frederick Kleeman）
- 2018年：魏骏骁（Patrick Wertmann）
- 2019年：乐唯（Jean Levi）
- 2020年：宇文所安（Stephen Owen）
- 2021年：梅凌寒（Frédéric Constant）